# Libyogomphus tenaculatus
Libyogomphus tenaculatus – gatunek ważki z rodziny gadziogłówkowatych (Gomphidae). Występuje w Afryce Subsaharyjskiej. Stwierdzony w Angoli, Kongu, Demokratycznej Republice Konga, Gabonie i Zambii; możliwe, że występuje też w Gwinei Równikowej i Kamerunie.